# Norbert Callens
Pour les articles homonymes, voir Callens.
Norbert Callens, né le 22 juin 1924 à Wakken et mort le 12 mars 2005, est un coureur cycliste belge.

## Biographie
Professionnel entre 1945 et 1952, il défend d'abord les couleurs de l'équipe « Mercier » (1945-1950) puis celles de l'équipe « Terrot ». 
Norbert Callens est leader du Tour de France pendant une journée en 1949, mais ne porte toutefois pas le maillot jaune : un des soigneurs du cycliste belge l'oublie à l'hôtel… Norbert Callens dut emprunter le tee-shirt jaune d'un journaliste présent sur la ligne et effectuer l'étape ainsi vêtu. En 1994, il reçoit finalement un véritable maillot jaune lors d'une étape du Tour de France à Boulogne-sur-Mer, ville où il a connu sa mésaventure.
Il est victime d'une lourde chute dans la descente d'un col en 1949. Après cette chute, sa carrière est plus ou moins terminée.

## Palmarès
- 1943
  - Championnat des Flandres amateurs
- 1944
  - 2e du Tour de Flandre Occidentale
- 1945
  - Classement général du Tour de Belgique
  - Coupe Marcel Vergeat
  - 2e du Circuit des régions frontalières
  - 3e d'À travers la Belgique
  - 3e de Saint-Étienne-Montluçon
- 1946
  - 2e d'À travers la Belgique
  - 3e du Tour de Luxembourg
  - 5e du Tour de Suisse
  - 6e de Paris-Nice
- 1947
  - 10e de Paris-Bruxelles
- 1949
  - Circuit des Ardennes flamandes - Ichtegem
  - 3e étape du Tour de France
  - 7e de Paris-Bruxelles
- 1950
  - 3e du Tour des Pays-Bas

## Résultats sur le Tour de France
3 participations
- 1947 : abandon (15e étape)
- 1948 : hors délais (9e étape)
- 1949 : hors délais (11e étape), vainqueur de la 3e étape,  maillot jaune pendant un jour